# 메르세데스-벤츠 OM654 엔진
메르세데스-벤츠 OM654 엔진(영어: Mercedes-Benz OM654 engine)은 2016년 메르세데스-벤츠에서 도입했던 인라인 4기통 자동차 디젤 엔진 제품군이다.